# 라일리 굿리치
라일리 굿리치(Rylee Erika Goodrich,2002년 9월 9일~2021년 7월 26일)는 The Forever Purge 상영 중 총에 맞아 사망한 사람이다.
라일리는 다음 주에 병원에서 사망한 그녀의 남자친구 Anthony Barajas와 함께 총에 맞아 사망하였다.